# スノーマン 雪闇の殺人鬼
『スノーマン 雪闇の殺人鬼』（スノーマン ゆきやみのさつじんき、原題：The Snowman）は、2017年制作のイギリス・スウェーデンのスリラー映画。
全世界で累計2000万部を突破したノルウェーの作家ジョー・ネスボのベストセラー「ハリー・ホーレ刑事」シリーズの第7作「スノーマン」の映画化。トーマス・アルフレッドソン監督、マーティン・スコセッシ製作総指揮。日本では劇場未公開。

## あらすじ
舞台はオスロ。ある年の初雪が降った日、1人の女性が姿を消し、その後彼女のスカーフを首に巻いた雪だるまが発見された。
捜査を開始したハリー・ホーレ警部は、この10年間に女性が失踪した未解決事件が多発していることを知る。そんなある日、ハリーのもとに謎めいた1通の手紙が届く。その手紙には“雪だるま”という署名が入っていた。
さらに捜査を進めたハリーは、失踪事件の被害者がいずれもヴェトレセンという堕胎医に関係していたことを突き止める。

## キャスト
- ハリー・ホーレ：マイケル・ファスベンダー（吹替：てらそままさき）
- カトリーネ・ブラット：レベッカ・ファーガソン（吹替：舞山裕子）
- ラケル・ファウケ：シャルロット・ゲンズブール（吹替：八十川真由野）
- クロエ・セヴィニー
- D・C・スヴェンソン：トビー・ジョーンズ（吹替：高桑満）
- ゲルト・ラフトー：ヴァル・キルマー（吹替：手塚秀彰）
- アルヴェ・ステープ：J・K・シモンズ（吹替：立川三貴）
- マティアス：ヨーナス・カールソン（吹替：村治学）
- フレデリック・アーセン：エイドリアン・ダンバー
- ヴェトレセン：デヴィッド・デンシック
- ソフィア・ヘリン
- ジェームズ・ダーシー
- アレック・ニューマン